# Poliez-Pittet
Poliez-Pittet is een gemeente en plaats in het Zwitserse kanton Vaud en maakt sinds 1 januari 2008 deel uit van het district Gros-de-Vaud. Voor 2008 maakte de gemeente deel uit van het toenmalige district Echallens.
Poliez-Pittet telt 625 inwoners.

## Geschiedenis
De plaats werd voor het eerst genoemd in 1160 als Pollius in het Latijn refererend aan een Romijnse villa die zich in de omgeving van de plaats bevond en waarvan in de 20e eeuw resten zijn gevonden. Het domein van de villa werd in het Latijn aangeduid als Polliacum en werd later verdeeld in Polliacum majoris en Polliacum minoris. Polliacum majoris werd de basis van de naam van de aan Poliez-Pittet grenzende voormalige gemeente Poliez-le-Grand, Polliacum minoris werd Poliez-Pittet.